# Leptoperla cacuminis
Leptoperla cacuminis là một loài côn trùng thuộc họ Gripopterygidae. Đây là loài đặc hữu của Úc.